# Laevicardium crassum
Bucarde, Bucarde de Norvège, Coque lisse norvégienne
Espèce
Laevicardium crassum, la Bucarde, Bucarde de Norvège ou Coque lisse norvégienne, est une espèce de mollusques bivalves de la famille des Cardiidae.

## Répartition
Ce bivalve se rencontre dans l'Atlantique nord-est et en Méditerranée. Il est présent entre 9 et 200 m de profondeur.

## Description

Valve droite
Valve gauche

La coquille de Laevicardium crassum présente un diamètre qui peut mesurer jusqu'à 75 mm. L'extérieur de la coquille est lisse et de couleur blanche à jaune clair et présente parfois des marques foncées. Valves avec 40 à 50 côtes non saillantes ou faibles autour du centre ; marge de la coquille crénelée.
Ce bivalve est un filtreur microphage se nourrissant de bactéries, des diatomées, d'œufs ou de larves d’invertébrés.
Laevicardium crassum

Valve droite
Valve gauche

Laevicardium crassum mediterraneum
- Valve droite
- Valve gauche

## Liste des sous-espèces
Selon GBIF (1 octobre 2024) :
- Laevicardium crassum crassum (Gmelin, 1791)
- Laevicardium crassum senegalense (Dautzenberg, 1891)

## Systématique
Le nom valide complet (avec auteur) de ce taxon est Laevicardium crassum (Gmelin, 1791).
L'espèce a été initialement classée dans le genre Cardium sous le protonyme Cardium crassum Gmelin, 1791.
Ce taxon porte en français les noms vernaculaires ou normalisés suivants : Bucarde, Bucarde de Norvège, Coque lisse norvégienne.
Laevicardium crassum a pour synonymes :
- Cardium crassum var. devians Bucquoy, Dautzenberg & Dollfus, 1892
- Cardium crassum var. lineolata Bucquoy, Dautzenberg & Dollfus, 1892
- Cardium crassum var. marmorata Bucquoy, Dautzenberg & Dollfus, 1892
- Cardium crassum var. mediterranea Bucquoy, Dautzenberg & Dollfus, 1892
- Cardium crassum var. ponderosa Bucquoy, Dautzenberg & Dollfus, 1892
- Cardium crassum Gmelin, 1791
- Cardium norvegicum var. devians Bucquoy, Dautzenberg & Dollfus, 1892
- Cardium norvegicum var. gibba Jeffreys, 1864
- Cardium norvegicum var. lineolata Bucquoy, Dautzenberg & Dollfus, 1892
- Cardium norvegicum var. marmorata Bucquoy, Dautzenberg & Dollfus, 1892
- Cardium norvegicum var. mediterranea Bucquoy, Dautzenberg & Dollfus, 1892
- Cardium norvegicum var. pallida Jeffreys, 1864
- Cardium norvegicum var. ponderosa Bucquoy, Dautzenberg & Dollfus, 1892
- Cardium norvegicum var. rotunda Jeffreys, 1864
- Cardium norvegicum var. senegalensis Dautzenberg, 1891
- Cardium norvegicum Spengler, 1799
- Cardium pennanti Reeve, 1844
- Cardium politum Risso, 1826
- Cardium politum Spengler, 1799
- Cardium vitellinum Reeve, 1844
- Laevicardium europeum Swainson, 1840
- Laevicardium norvegicum (Spengler, 1799)
- Laevicardium oblongum crassum (Gmelin, 1791)
- Laevicardium oblongum gibbum (Jeffreys, 1864)
- Laevicardium oblongum senegalense (Dautzenberg, 1891)
- Laevicardium vitellinum (Reeve, 1844)
- Laevicarduim norvegicum (Spengler, 1791)